# B.B.フィッシュ
『B.B.フィッシュ』（ブルーバタフライフィッシュ）は、きたがわ翔による日本の漫画。
1990年末から約3年にわたり、『週刊ヤングジャンプ』（集英社）に連載された。回数表記は“scene (数字)”。漫画の単行本はヤングジャンプ・コミックスワイド版が全15巻、集英社文庫コミック版は全9巻。

## あらすじ
小学生だった神無月沙羅は、伊豆の海岸でとても泳ぎの達者な少年・葉山潮と出会う。彼は、魚を呼び寄せる能力の持ち主だった。しかし、台風の日に事故に巻き込まれたことから、その不思議な能力とともに事故以前の記憶を失い、その後東京に引っ越していた。
8年後、高校のキャンパスで、二人は偶然再会する。しかし、潮は水恐怖症で、昔の記憶を失っていた。

## 主な登場人物
葉山 潮
本作の主人公で、伊豆半島の熱川に生まれる。身長182センチでスポーツ万能。中学時代に体育テストの記録を幾つも塗り替えた実績を持つ。不思議な能力は母・美保子譲りのものだが、美保子は潮を産んで間もなく、海に身を投じ自殺した。
小学生時代、台風の日(＝美保子の命日)に事故に巻き込まれてからは、不思議な能力が封じ込まれたと共に事故以前の記憶を失い、その後東京に引っ越していた。父及び再婚した現在の母、そしてその娘である奈緒美との4人暮らし。沙羅との再会後、とある事件に巻き込まれた彼女の救出に向かったのがきっかけで不思議な能力が再び覚醒、この一件の後、水泳部へ入部する事になる。
高1の夏休み、沖縄で後述する国光と出会い、それを機に、沙羅と共にスキューバダイビングのライセンスを取得した。その翌年、フリーダイビング大会に出場する事になった潮は、沙羅にプロポーズする。しかし大会最終日、潮は深い海に潜ったまま、二度と地上に上がってくる事はなかった。
なお、不思議な能力が覚醒する時は、右目がルリスズメ色に変わる。
神無月沙羅
本作のヒロイン。日本人の母とアメリカ人の父の間に生まれ、父は海軍士官だったが、数年前、任務中の海難事故で死亡、それをきっかけに日本へ戻ってきた。名前の由来は、かつてのフランスの女優、サラ・ベルナールから。後年、潮との間に長男・魚央(なお)をもうける。趣味は絵を描く事。
神無月達也
沙羅の兄。身長198センチ。伊豆で、風に飛ばされた沙羅の帽子を取りに、海に泳いで行った潮の姿を見て水泳を始め、高校に入ってからは自由形で日本新記録を樹立した。潮が水泳部に入部後は、彼のライバルとなる。
村岡
潮と同じ高校に通う少年。バスケットボール部所属。
柴田 加也
潮の中学時代の同級生で、沙羅と同じ6月1日生まれ。潮と恋愛関係にあったが、その後別れた。
熊谷 元
潮と沙羅の通う高校の先輩で、レスリング部キャプテン。“脳みそも筋肉”な単純な性格をしており、また年齢相応に女性に興味を持っているがあまりモテてはおらず、潮をうらやましく思っている。
国光麻衣子
高1の夏、旅行で出かけた沖縄で潮が偶然出会った女性。性に奔放な性格をしており、SMのようなアブノーマルなものも好み、男性だけでなく女性相手も受け入れてしまう。
国光 浩
麻衣子の兄でフリーカメラマン。沖縄へ出かけた時、道に迷った潮と沙羅が偶然見つけた男性で、幻の魚・ブルーバタフライフィッシュを探していた。潮がダイビングを志してからは、その道の先輩として彼を指導する。
北條佐久美
高1の2学期、潮と沙羅の通う高校に赴任してきた生物教師。父及び妹の萌と3人暮らし。
北條 繁
佐久美の父で画家。かつて美保子と恋人関係だった事があり、その事を利用してある策略を考える。
金城 哲
沖縄における潮のライバルとなる少年。父親を事故で亡くし、妹のなずなと共に病気療養中の母の世話をしている。

## オリジナルビデオ
東映・東映ビデオより1993年にリリース(レンタル＝8月13日、セル＝8月25日)。大学生の潮が、スキューバダイビングのライセンスを取るために、加也と共に訪れた沖縄で沙羅と出会うなど、設定変更が加えられた。また、きたがわ自身がファンである角松敏生の曲が、OVA版『NINETEEN 19』に続いて主題歌として使われている。

### スタッフ
- 原作 - きたがわ翔
- 脚本 - 葉山陽一郎
- 監督 - 神代雅喜
- 音楽 - 浅野祥之
- 主題歌 - 『君がやりたかったSCUBA DIVING』

作詞・作曲・歌＝角松敏生
(アルバム『あるがままに』収録／BMGビクター)
- 製作・著作・発売 - PADI VIDEO

### キャスト
- 中村英子
- 濱口啓二
- 原久美子
- 宇田川綾子
- 小栗香織 ほか

## OVA
1994年2月25日に集英社から発売(レーザーディスク版はパイオニアLDCより)。原作の設定をもとにしたアニメオリジナルストーリー。

### あらすじ
沙羅たちと共に南の島へバカンスに来ていた潮は、ダイビング中に目撃した美少女や島の姉妹・マデとアユールに出会い、不思議な体験をする。

### スタッフ
- 原作 - きたがわ翔
- 企画 - 中野和雄、山路則隆
- 脚本・絵コンテ・監督 - 浜津守
- キャラクターデザイン・総作画監督 - 後藤隆幸
- 作画監督 - はばらのぶよし
- 美術監督 - 平城徳浩、竹田悠介
- 撮影監督 - 高橋明彦
- 編集 - 野尻由紀子、布施由美子
- 音響監督 - 千葉耕市
- 音楽 - 吉川洋一郎
- 音楽制作 - パイオニアLDC
- プロデューサー - 石川光久
- アニメーション制作 - プロダクションI.G
- 製作・著作 - 集英社

### キャスト
- 葉山潮 - 林延年
- 神無月沙羅 - 篠原恵美
- 神無月達也 - 菅原正志
- マデ - 折笠愛
- アユール - 天野由梨
- 熊谷元 - 茶風林
- 村岡 - 緑川光